# Президент Ліберії
Президент Республіки Ліберія — голова держави Ліберія.
Посада виникла після проголошення незалежності колоній афроамериканців на узбережжі Західної Африки у 1847 р. під назвою Республіка Ліберія. Згідно з першою конституцією незалежної Ліберії від 26 липня 1847 р. президент Республіки Ліберії обирався з числа невеликої кількості американських ліберійців терміном на 2 роки з правом переобиратися 4 рази. Корінне населення Ліберії виборчих прав тоді ще не мало. Правова система Ліберії мала за зразок правову систему США, тому президент Ліберії є одночасно і головою держави і уряду. Має заступника — віце-президента. У 1907 р. термін повноважень одного строку президента Ліберії був збільшений з 2-х до 4-х років, а пізніше — до 8 років. Згідно другої конституції Ліберії від 1986 р. один термін повноважень президента Ліберії був знижений до 6 років. Зараз президент Ліберії обирається усім населенням країни на всенародних виборах.

## Список президентів Республіки Ліберія
- Джозеф Дженкінс Робертс — 3 січня 1848 — 7 січня 1856
- Стівен Аллен Бенсон — 7 січня 1856 — 4 січня 1864
- Деніел Бешіел Ворнер — 4 січня 1864 — 6 січня 1868
- Джеймс Спріґґс Пейн — 6 січня 1868 — 3 січня 1870
- Едвард Джеймс Рой — 3 січня 1870 — 26 жовтня 1871
- Джеймс Сківрінг Сміт — 26 жовтня 1871 — 1 січня 1872
- Джозеф Дженкінс Робертс — 1 січня 1872 — 7 січня 1876 (вдруге)
- Джеймс Спріґґс Пейн — 3 січня 1876 — 7 січня 1878 (вдруге)
- Ентоні Вільям Гардінер — 7 січня 1878 — 20 січня 1883
- Альфред Френсіс Рассел — 1883—1884
- Гіларі Річард Райт Джонсон — 1884—1892
- Джозеф Джеймс Чізмен — 1892—1896
- Вільям Девід Колмен — 1896—1900
- Гарретсон Вілмот Гібсон — 1900—1904
- Артур Барклі — 1904—1912
- Деніел Едвард Говард — 1912—1920
- Чарлз Данбер Кінг — 1920—1930
- Едвін Джеймс Барклі — 3 грудня 1930 — 3 січня 1944
- Вільям Табмен — 3 січня 1944 — 23.7.1971
- Вільям Толберт — 23.7.1971 — 1980
- Сем'юел Доу — 1980—1990
- Амос Клавдіус Соєр — 2 вересня 1990 — 7 березня 1994
- Девід Дональд Кпормакпор — 7 березня 1994 — 1 вересня 1995 (голова Державної ради)
- Вілтон Ґбаколо Санкавуло — 1 вересня 1995 — 3 вересня 1996 (голова Державної ради)
- Рут Перрі — 3 вересня 1996 — 2 серпня 1997
- Чарлз Тейлор — 2 серпня 1997 — 11 серпня 2003
- Мозес Зе Бла — 11 серпня — 14 жовтня 2003
- Чарлз Джіюд Браянт — 14 жовтня 2003 — 16 січня 2006
- Елен Джонсон-Серліф — 16 січня 2006 — 22 січня 2018
- Джордж Веа — 22 січня 2018 — 22 січня 2024
- Джозеф Боакай — від 22 січня 2024